# II. Philippus római császár
Imperator Caesar Marcus Iulius Philippus Augustus, utókori nevén II. Philippus, született Marcus Iulius Philippus (237 vagy 238 – Róma, 249 szeptembere vagy októbere) Philippus Arabs (I. Philippus) és Martia Otacilia Severa fia és örököse.
244-ben apja caesari rangra emelte, a 247-es és 248-as években consultársa (collega) volt. Philippus Arabs elesett egy csatában, és amikor halálhíre Rómába ért, a praetorianus gárda testőrsége meggyilkolta II. Philippust az anyja karjai közt.